# Tinea milichopa
Tinea milichopa är en fjärilsart som beskrevs av Edward Meyrick 1911. Tinea milichopa ingår i släktet Tinea och familjen äkta malar.
Artens utbredningsområde är Seychellerna. Inga underarter finns listade i Catalogue of Life.